# Aletopelta coombsi
Aletopelta coombsi Ford and Kirkland, 2001 è un dinosauro erbivoro appartenente agli anchilosauri, o dinosauri corazzati. Visse nel Cretaceo superiore, tra Santoniano e Campaniano (84,9-70,6 milioni di anni fa). I suoi resti fossile sono stati ritrovati in Nordamerica (California).

## Descrizione
Questo dinosauro è conosciuto per uno scheletro parziale di un esemplare che, in vita, doveva raggiungere i sei metri di lunghezza. I fossili includono femori, tibie, fibule e parti incomplete di scapola, omero, ulna, ischio destro e sinistro, vertebre, costole, armatura parziale sopra il cinto pelvico, almeno sessanta placche ossee e otto denti. In generale, Aletopelta doveva essere un anchilosauro dalle caratteristiche insolite: possedeva grandi piastre e spine lungo il dorso e i fianchi, ed era anche dotato di una sorta di scudo nella zona pelvica, formato da piccoli scudi ossei fusi fra loro.

## Classificazione
Aletopelta è considerato una sorta di enigma rispetto agli altri anchilosauri. Le caratteristiche miste di questo dinosauro non permettono di classificarlo con sicurezza in nessuna delle famiglie note di anchilosauri: molte caratteristiche delle placche fanno pensare ai nodosauridi, altre caratteristiche dello scheletro agli anchilosauridi, ma lo scudo pelvico sembra una reminiscenza dei polacantidi, vissuti però molti milioni di anni prima. Può essere che Aletopelta fosse imparentato con altri anchilosauri enigmatici, come Stegopelta e Glyptodontopelta.

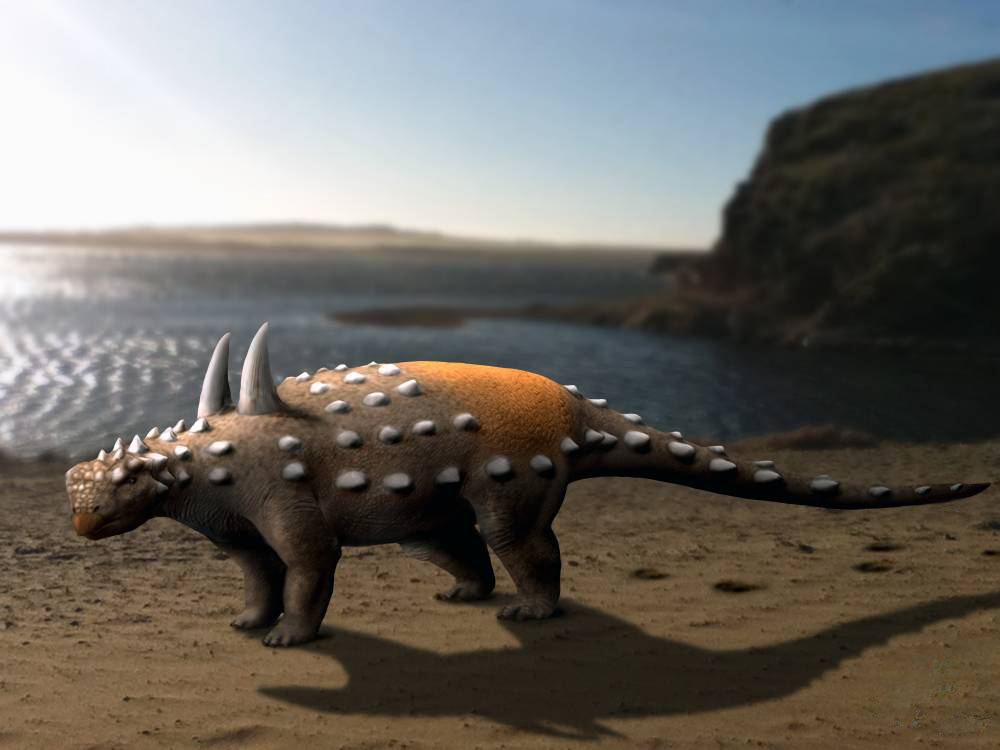
Ricostruzione ipotetica di Aletopelta coombsi

## Paleogeografia
Etimologicamente, il nome Aletopelta è composto dai termini greci aletes e pelte, che significano rispettivamente "vagante" e "scudo". Questo nome fu suggerito da Ben Creisler poiché il luogo dove fu ritrovato il fossile, al tempo in cui il dinosauro morì, si trovava nella zona corrispondente all'attuale Messico. La placca tettonica corrispondente, poi, si spostò verso nord trasportando anche il fossile, finendo poi per attaccarsi alla California. Il fossile proviene dalla Loma Formation, nei pressi di Carlsbad.
Sembra che, dopo la morte dell'animale, la carcassa rigonfia galleggiò nel mare, al largo, per poi affondare e formare una sorta di ambiente di reef in miniatura.